# 660931 Antonpetrov
660931 Antonpetrov è un asteroide della fascia principale esterna. Scoperto nel 2003, presenta un'orbita caratterizzata da un semiasse maggiore pari a 2,888517 UA e da un'eccentricità di 0,110319, inclinata di 6,401507° rispetto all'eclittica.
Anton Petrov è un insegnante di matematica canadese e giornalista scientifico. È un divulgatore di astronomia e matematica che utilizza i social media.